# Чемпионат Парагвая по пляжному футболу
Чемпионат Парагвая по пляжному футболу (исп. Superliga APF de Fútbol Playa) — турнир по пляжному футболу среди мужских команд, разыгрываемый в Парагвае. Организатором выступает Парагвайская футбольная ассоциация.
Первый чемпионат было решено провести в Энкарнасьоне в январе 2010 года с участием четырёх команд. Первым победителем стала команда «Арегуа». Следующие два турнира выигрывал «Энкарнасьон», после чего титул вновь вернулся к «Арегуа».
В 2014 году титул впервые выиграл «Итагуа», в 2015 году — «Сан-Бернардино», а в 2016 году его в третий раз завоевала «Арегуа». Известно, что в 2017 году был сыгран турнир под названием Интерлига, триумфатором которой стала «Арегуа». В 2018 году победителем девятого по счёту турнира стал «Универсидад Автонома».
Турнир в действующем формате начал проводиться 2019 году, когда была организована Суперлига, первым победителем которой стало «Сан-Бернардино». Турнир 2020 года не был доигран из-за пандемии COVID-19. Действующим победителем Суперлиги 2023 года является «Либертад».
Победитель и финалист турнира получает право сыграть в Кубке Либертадорес.

## Участники
В сезоне 2023 года в чемпионате Парагвая по пляжному футболу участвовали следующие 12 команд:
- Президент Хейс
- Насьональ
- Либертад
- Спортиво Лукеньо
- Депортиво Арегуа
- Сан-Бернардино
- Депортиво Лукеньо
- Гарден Клаб
- Атлетико Сан-Мигель
- Депортиво Сан-Антонио
- Депортиво Вилья Элиса
- Клуб 13 июня (Арегуа)

## Результаты
| Сезон | Уч. | Призёры                            | Призёры                            | Призёры                            |
| Сезон | Уч. | Победитель                         | 2-е место                          | 3-е место                          |
| ----- | --- | ---------------------------------- | ---------------------------------- | ---------------------------------- |
| 2010  |     | Арегуа                             |                                    |                                    |
| 2011  |     | Энкарнасьон                        | Хосе Меза                          |                                    |
| 2012  |     | Энкарнасьон                        |                                    |                                    |
| 2013  |     | Арегуа                             | Сентенарио                         |                                    |
| 2014  |     | Итагуа                             | Арегуа                             | Энкарнасьон                        |
| 2015  |     | Сан-Бернардино                     | Каса Эспанья                       | Энкарнасьон                        |
| 2016  |     | Арегуа                             | Каса Эспанья                       | Итагуа                             |
| 2018  |     | Универсидад Автонома               | Арегуэно                           | Сан-Бернардино                     |
|       |     |                                    |                                    |                                    |
| 2019  |     | Сан-Бернардино                     | Арегуа                             | Серро Портеньо                     |
| 2020  |     | Не доигран из-за пандемии COVID-19 | Не доигран из-за пандемии COVID-19 | Не доигран из-за пандемии COVID-19 |
| 2022  |     | Президент Хейс                     | Серро Портеньо                     | Гарден Клаб                        |
| 2023  | 12  | Либертад                           | Сан-Антонио                        | Депортиво Арегуа                   |

## Лучшие игроки
| Сезон | Лучший игрок                       | Лучший вратарь                      | Лучший бомбардир                   | Лучший тренер                    |
| ----- | ---------------------------------- | ----------------------------------- | ---------------------------------- | -------------------------------- |
| 2015  | Педро Лопес (Сан-Бернардино)       | Анибал Аргуэльо (Сан-Бернардино)    | Дерлис Сеспедес (Каса Эспанья)     |                                  |
| 2018  | Педро Моран (Универсидад Автонома) | Роландо Сауль Гонсалес              | Педро Моран (Универсидад Автонома) |                                  |
| 2019  | Серхио Диас (Сан-Бернардино)       | Алексис Эрнан Диас (Сан-Бернардино) | Карлос Карбальо (Серро Портеньо)   | Исмаэль Вальдес (Сан-Бернардино) |
| 2022  | Карлос Карбальо (Серро Портеньо)   | Карлос Овелар (Президенте Хейса)    | Валентин Бенитес (Сан-Бернардино)  |                                  |
| 2023  | Диого Катарино (Либертад)          | Карлос Овелар (Либертад)            | Милсиадес Медина (Насьональ)       | Карлос Рохас (Либертад)          |